# NGC 5596
NGC 5596 је лентикуларна галаксија у сазвежђу Волар која се налази на NGC листи објеката дубоког неба.
Деклинација објекта је + 37° 7' 22" а ректасцензија 14h 22m 28,6s. Привидна величина (магнитуда) објекта NGC 5596 износи 13,6 а фотографска магнитуда 14,6. NGC 5596 је још познат и под ознакама UGC 9208, MCG 6-32-10, MK 470, KUG 1420+373, CGCG 192-7, NPM1G +37.0433, PGC 51355.